# Matthias Roth
Matthias Roth (* 1979 in Wildhaus) ist ein Schweizer Komponist und Pianist.

## Leben
Matthias Roth studierte Klavier an der Zürcher Hochschule der Künste und erlangte 2006 den Master of Arts in Musikpädagogik mit Auszeichnung, 2008 den Master of Arts Music Performance ebenfalls mit Auszeichnung. Matthias Roth ist Mitgründer, Arrangeur und Pianist des Trio Battida. Er unterrichtet Klavier an der Kantonsschule Zürcher Oberland und lebt in Zürich.
Seine Kompositionen erklangen im Rahmen der Swiss Chamber Concerts sowie an den Festivals Kuhmo Chamber Music (Finnland), dem Agassiz Chamber Music Festival (Kanada), dem Leith Summer Festival (Kanada), dem Festival of the Sound (Kanada),, dem Festival Brookside Music (Kanada) und dem Festival Kammermusik Bodensee (Schweiz). Das Klavierkonzert «Verrucano Concerto» wurde uraufgeführt im Rahmen der Einweihung des Konzertsaals Verrucano in Mels (Schweiz).

## Werke
- Nocturne? und Ballade (Klavier)
- Besuch aus Wien, Eingang und Ausgang (Klavier zu 6 Händen) 2020
- Moritat des hochbegabten Max (mit Robert Braunschweig. Bariton, Klavier)
- Anitra’s Dance (Klavier zu 6 Händen und 2 Füssen)
- Verrucano Concerto (Konzert für Klavier und symphonisches Blasorchester) 2022
- Eine kleine Marschmusik (Orchester) 2023
- erinnert (Klaviertrio) 2023
- on slants - three pieces for choir and orchestra (Chor und Orchester) 2024

## Diskografie
- Liszt / Mussorgski. Piano works by Franz Liszt and Modest Mussorgski. Eigenverlag, 2011.[10]
- Miroirs. Works by Karol Szymanowski and Maurice Ravel. Matthias Roth, piano. Genuin Classics, Leipzig 2018.[11] CD-Rezension